# August Ścibor-Rylski
August Roman Ścibor–Rylski herbu Ostoja (ur. ok. 1841 w Orelcu, zm. 21 listopada 1902 w Posadzie Sanockiej) – polski właściciel ziemski, powstaniec styczniowy, urzędnik.

## Życiorys

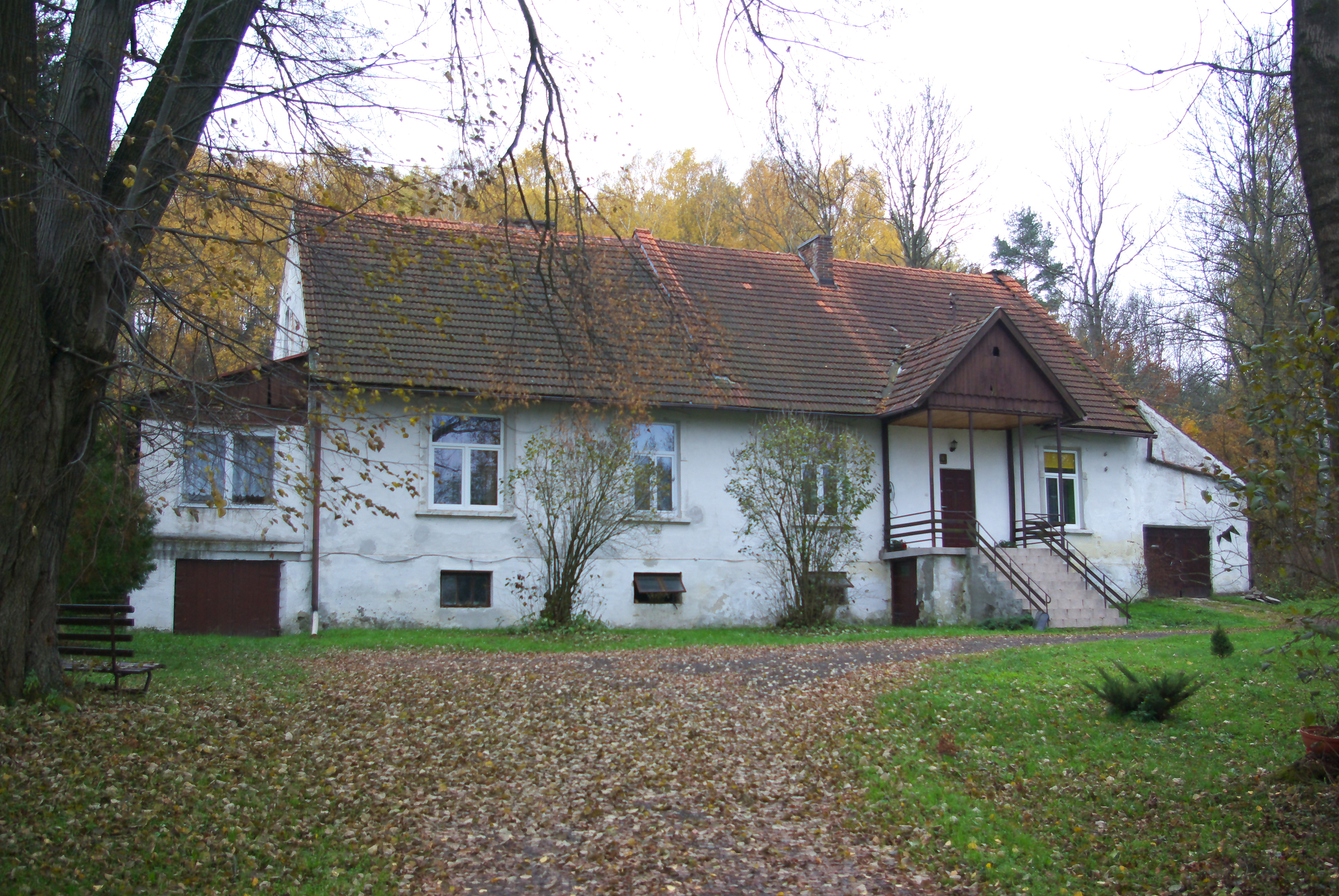
Dwór w Wielopolu

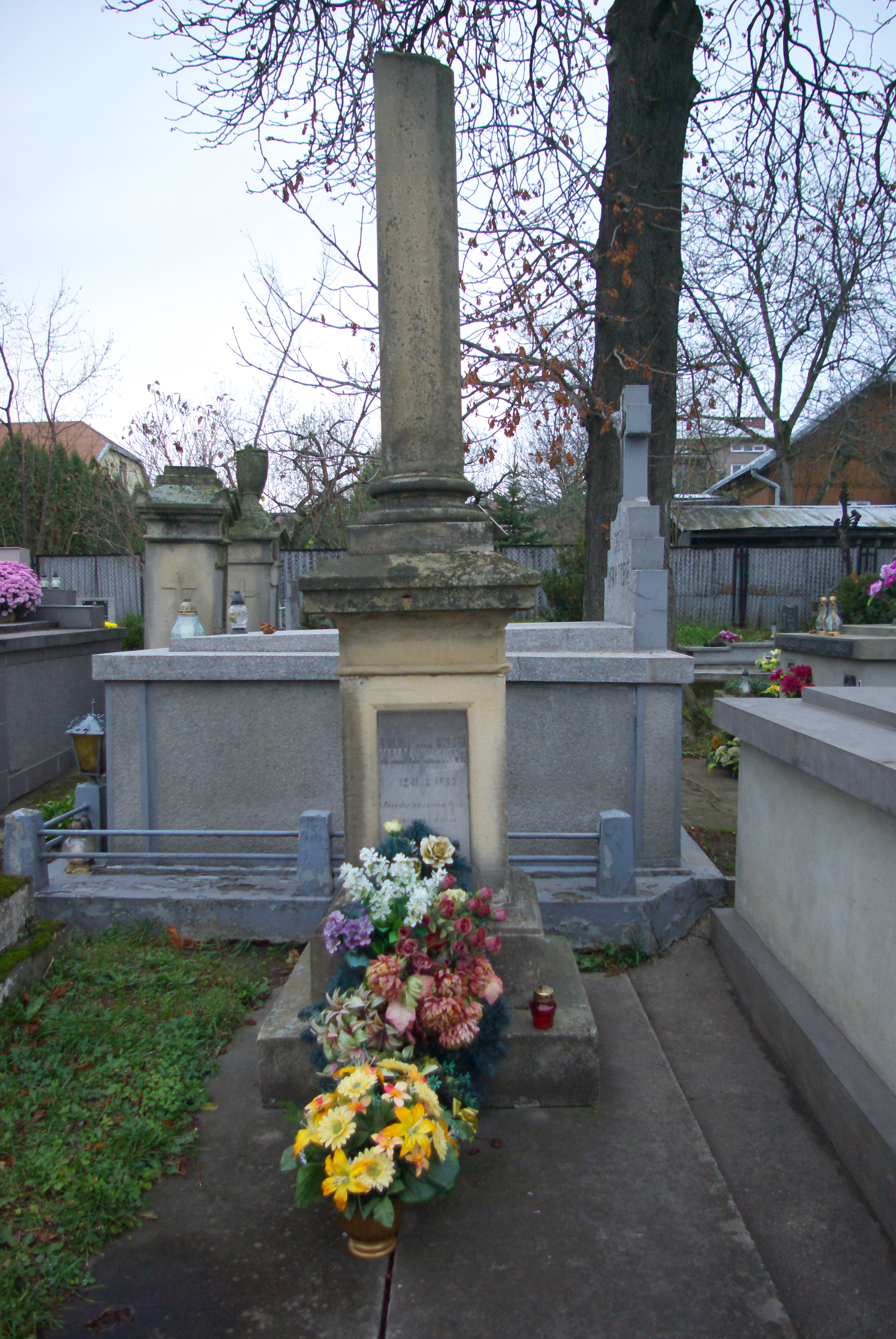
Nagrobek Augusta Ścibor–Rylskiego

Urodził się w 1840 lub 1841 bądź w 1842 w Orelcu. Był synem Wincentego Ścibora-Rylskiego (zm. 1885, powstaniec listopadowy, właściciel ziemski majątków Hoczew, Olszanica, Bachlawa i Mokre) i Magdaleny z domu Truskolaskiej (dziedziczka terenów w Zagórzu i Wielopolu). Miał brata Franciszka (ur. 1838).
Przed 1863 był praktykantem gospodarczym. Brał udział w powstaniu styczniowym. Najpierw służył w oddziale Dionizego Czachowskiego walcząc na Lubelszczyźnie, następnie w oddziale Franciszka Ksawerego Horodyńskiego uczestniczył w wyprawie na Radziwiłłów (zakończonej niepowodzeniem 2 lipca 1863). Wyrokiem C.K. Sądu Wojennego w Przemyślu z lipca 1864 został skazany „za zbrodnię zaburzenia spokojności publicznej” na 1 miesiąc więzienia.
Po upadku powstania powrócił do rodzinnego Orelca, którego został właścicielem. W 1865 został dziedzicem Wielopola (natomiast jego brat Franciszek, także powstaniec, przejął dobra w Zagórzu). W tym roku wybudował murowany dwór w Wielopolu na miejscu poprzedniego, drewnianego.
8 lutego 1865 w Zagórzu ożenił się z Ludmiłą Leszczyńską (ur. w Hulskiem, córka właścicieli Łobozwi, Leopolda i Malwiny; członkowie jej rodziny także brali udział w powstaniu styczniowym). Ich dziećmi byli: Maria (ur. 1866, od 1884 żona Zygmunta Sas Jasińskiego), Edmund (1867–1914, urzędnik, kapitan C.K. Armii poległy w I wojnie światowej), Kazimiera (1869–1871), Witold (1871–1926, oficer wojskowy), Olga (1873–1898), Stanisław (1875-1916, kapitan C.K. Armii poległy w I wojnie światowej), Józef Stefan wzgl. Stefan Józef (ur. 1877), Zofia (ur. 1883, od 1902 zamężna z Aleksandrem Sahankiem, synem Adolfa). W latach 80. Ścibor–Rylscy zbyli majątek w Wielopolu i rodzina wyprowadziła się do Lwowa, gdzie do szkół chodziły dzieci Rylskich.
Później August Ścibor-Rylski osiadł w Sanoku, gdzie uchwałą Rady Miejskiej w Sanoku z 1891 został uznany przynależnym do gminy Sanok. Od lat 90. do końca życia był agentem (ajentem) Towarzystwa Wzajemnych Ubezpieczeń w Krakowie. Był członkiem Rady c. k. powiatu liskiego, wybierany z grupy wielkich posiadłości w kadencjach od około 1874 do około 1877 (pełnił funkcję członka wydziału powiatowego), od około 1881 do około 1884 (członek wydziału), od około 1884 do około 1887 (zastępca członka wydziału). Pełnił funkcję detaksatora oddziału okręgowego Galicyjskiego Towarzystwa Kredytowego Ziemskiego w Lisku. Był zastępcą członka (1871), członkiem C.K. Powiatowej Komisji Szacunkowej w Sanoku, oraz w Lisku (1882). Od 1888 był szacownikiem dóbr dla okręgu C.K. Sądu Obwodowego w Sanoku. Następnie od około 1900 był ocenicielem dóbr dla okręgu C.K. Sądu Powiatowego w Sanoku. W 1895 został sędzią przysięgłym I kadencji przy trybunale tegoż sądu. Od około 1901 był asesorem ze stanu kupieckiego do senatu dla spraw handlowych przy C.K. Sądzie Obwodowym w Sanoku. Pod koniec XIX wieku był inicjatorem i założycielem parku miejskiego, w którym samodzielnie sadził drzewa, a 25 sierpnia 1900 oprowadzał po parku lustrującego teren Namiestnika Galicji Leona Pinińskiego. Był członkiem sanockiego gniazda Polskiego Towarzystwa Gimnastycznego „Sokół” od 1892 do 1894, w którym pełnił funkcję członka wydziału, zasiadał w komisji budowlanej. Był członkiem zwyczajnym Macierzy Szkolnej dla Księstwa Cieszyńskiego.
August Ścibor–Rylski zamieszkiwał w Posadzie Sanockiej pod adresem numeru konskrypcyjnego 24. Tam zmarł na serce 21 listopada 1902 w wieku 61 lat. Został pochowany na cmentarzu przy ul. Rymanowskiej w Sanoku 24 listopada 1902 po pogrzebie pod przewodnictwem sanockiego proboszcza ks. Bronisława Stasickiego. Obok została pochowana jego córka, Olga Ścibor–Rylska. Oba nagrobki zostały uznane za obiekty zabytkowe i podlegają ochronie prawnej.